# Barbès (album)
Pour les articles homonymes, voir Barbès.
Albums de Rachid Taha
Rachid Taha
(1993)
Barbès est le premier album solo de Rachid Taha après la séparation du groupe Carte de séjour paru en 1991.

## Historique
Barbès est le premier album solo de Rachid Taha après la séparation du groupe Carte de séjour en 1989. Taha est allé écrire cet album à Oran dans sa région natale, et l'a enregistré aux États-Unis avec Don Was et le producteur Godwyn Logie. Le titre générique sera édité en 45 tours avec un certain succès et permettra le lancement de la carrière solo de Rachid Taha.

## Liste des titres
| 1.    | Confiance               | 5:32 |
| 2.    | Barbès                  | 4:26 |
| 3.    | Gazelle                 | 4:42 |
| 4.    | Lela                    | 4:30 |
| 5.    | Je le sais (Je le sens) | 3:32 |
| 6.    | Arab Rap                | 6:19 |
| 7.    | Lyeh                    | 5:32 |
| 8.    | Bled                    | 4:29 |
| 9.    | Enti wa ana             | 3:42 |
| 10.   | Partir                  | 3:56 |
| 11.   | Arab Dub                | 6:33 |
| 12.   | Confiance Dub           | 5:42 |
| 59:05 |                         |      |